# Bryhnia angustifolia
Bryhnia angustifolia är en bladmossart som beskrevs av Warnstorf 1915. Bryhnia angustifolia ingår i släktet Bryhnia och familjen Brachytheciaceae. Inga underarter finns listade i Catalogue of Life.